# 马克·巴特兰姆
马克·巴特兰姆（英語：Mark Bartlam），英国人，牛津大学生物物理博士，中国教育部长江学者特聘教授，先后担任清华大学、南开大学生命科学学院教授，主要从事与重要人类疾病相关的蛋白质结构与功能以及新型药物创制等方面的研究工作。